# Les Philosophes (série)
Les Philosophes est une série vidéo-biographique dramatique franco-italienne, produite par l'Istituto Luce et réalisée par le réalisateur italien Roberto Rossellini,. C'est une tétralogie de longs métrages relatant la vie des philosophes de l'ère moderne : Socrate (1971), Pascal (1972), Saint Augustin (1972) et Descartes (1974), ainsi que l'évolution de leurs théories dans une perspective philosophique.